# NGC 1326B
NGC 1326B في الفهرس العام الجديد، هي مجرة تقع في كوكبة الكور. أكتشفت بواسطة جون هيرشل.

## روابط خارجية
- NGC 1326B على موقع ويكي سكاي: DSS2, SDSS, GALEX, IRAS, Hydrogen α, X-Ray, Astrophoto, Sky Map, Articles and images